# Tauchenberg
Tauchenberg je naselje v Občini Zobrce v Okraju Beljak-dežela na Koroškem v Avstriji.